# Dietrich Scholze
Dietrich Scholze (obersorbisch Dietrich Šołta, auch Dietrich Scholze-Šołta; * 8. September 1950 in Bautzen, Deutsche Demokratische Republik) ist ein sorbischer Literaturwissenschaftler. Von 1992 bis 2016 war er Direktor des Sorbischen Instituts sowie von 1997 bis 2016 Honorarprofessor für Sorabistik an der Universität Leipzig.

## Leben
Scholze absolvierte ab 1969 ein Studium der Slawistik an der Humboldt-Universität zu Berlin. Während seines Studiums spezialisierte er sich auf die Polonistik und Russistik. Nach dem Abschluss dieses Studiums war er ab 1974 wissenschaftlicher Mitarbeiter des Zentralinstituts für Literaturgeschichte an der Akademie der Wissenschaften der DDR. 1980 promovierte er sich mit einer Dissertation zu Krieg und Widerstand in der polnischen Prosa an der Akademie der Wissenschaften der DDR, 1988 wurde mit einer Arbeit zur polnischen Dramatik im 20. Jahrhundert habilitiert (= Promotion B). Bei seiner Forschungen widmete sich Scholze vor allem der polnischen Literatur, in den 1980er-Jahren zunehmend aber auch sorbischen Themen. 1990 übernahm er die Bereichsleitung der Slawistik am Zentralinstituts für Literaturgeschichte, welche er bis 1991 ausübte.
Zum September 1992 wurde Scholze Direktor des neu gegründeten Sorbischen Instituts in Bautzen. Ab 1997 war er zudem Honorarprofessor am Institut für Sorabistik der Universität Leipzig. In seiner Forschungstätigkeit am Sorbischen Institut widmete er sich vor allem der Geschichte des sorbischen Theaters zwischen 1862 und 2002 sowie dem Leben und der Literatur Jurij Brězans. Bis Ende 2015 war er Mitglied der Historischen Kommission der Sächsischen Akademie der Wissenschaften zu Leipzig. Scholze war Vorstandsmitglied des sorbischen Künstlerbundes und der Maćica Serbska, für deren Sektion Literatur und Kunst er den Vorsitz übernahm. Er fungierte darüber hinaus als Chefredakteur der Zeitschrift Lětopis. 2016 trat er in den Ruhestand und wurde emeritiert. Sein Nachfolger als Direktor des Sorbischen Instituts wurde Hauke Bartels.
Scholze lebt in Bautzen.

## Schriften (Auswahl)
Herausgeberschaften
- mit Ludwig Elle: Minderheiten – Rechte und Realitäten. (Lětopis-Sonderheft) Domowina-Verlag, Bautzen 1995, ISBN 3-7420-1622-9.
- Im Wettstreit der Werte: Sorbische Sprache, Kultur und Identität auf dem Weg ins 21. Jahrhundert. Domowina-Verlag, Bautzen 2003, ISBN 3-7420-1911-2.
- mit Edmund Pech: Zwischen Zwang und Beistand: Deutsche Politik gegenüber den Sorben vom Wiener Kongress bis zur Gegenwart. Domowina-Verlag, Bautzen 2003, ISBN 3-7420-1960-0.
- mit Lars-Arne Dannenberg: Stätten und Stationen religiösen Wirkens: Studien zur Kirchengeschichte der zweisprachigen Oberlausitz. (= Schriften des Sorbischen Instituts. Bd. 4). Domowina-Verlag, Bautzen 2009, ISBN 978-3-7420-2136-6.
- mit Franc Šěn: Jakub Bart-Ćišinski (1856–1909): Erneuerer der sorbischen Literatur. Domowina-Verlag, Bautzen 2011, ISBN 978-3-7420-2194-6.

Monographien
- Krieg und Widerstand in der polnischen Prosa: Zur Gestaltung des Septembers 1939. Akademie der Wissenschaften der DDR, Berlin 1980.
- Polnische Dramatik im 20. Jahrhundert: Traditionen – Poetiken – Wirkungen. Akademie der Wissenschaften der DDR, Berlin 1988.
- Zwischen Vergnügen und Schock: Polnische Dramatik im 20. Jahrhundert. Henschelverlag, Berlin 1989, ISBN 3-362-00348-6.
- Stawizny serbskeho pismowstwa 1918–1945. Domowina-Verlag, Bautzen 1998, ISBN 3-7420-1761-6.
- Stawizny serbskeho dźiwadła 1862–2002. (= Fortschreibung des Werkes von Jurij Młynk aus dem Jahr 1962) Domowina-Verlag, Bautzen 2003, ISBN 3-7420-1910-4.
- Jurij Brězan: Leben und Werk. Domowina-Verlag, Bautzen 2016, ISBN 978-3-7420-2371-1.